# 沈淮
沈淮（？—1875年），字桐甫，一字东川，浙江鄞县人。
道光二十九年（1849年）舉人，授军机处章京。咸豐十年十月由內閣中書入直。同治十二年（1873年），疏請緩修圓明園，同治帝覽後大怒，對沈淮嚴詞申責。光绪五年（1879年）擔任順義鄉試監試，官至陝西道御史，卒於任上。